# 上海市监察局
上海市监察局是已废止的主管上海市行政监察工作的上海市人民政府组成部门，受上海市人民政府和中华人民共和国监察部双重领导，加挂上海市预防腐败局牌子。与中国共产党上海市纪律检查委员会机关合署办公，公开的机关办公地点为徐汇区宛平路7号；在高邮路70号接受信访和举报。
2018年1月29日上海市监察委员会成立后，上海市监察委正式接替上海市监察局的职能，原上海市监察局也随之撤销。

## 主要职责
上海市监察局的主要职责是：
1. 检查国家行政机关在遵守和执行法律、法规和人民政府的决定、命令中的问题；
2. 受理对国家行政机关、国家公务员和国家行政机关任命的其他人员违反行政纪律行为的控告、检举；
3. 调查处理国家行政机关、国家公务员和国家行政机关任命的其他人员违反行政纪律的行为；
4. 受理国家公务员和国家行政机关任命的其他人员不服主管行政机关给予行政处分决定的申诉,以及法律、行政法规规定的其他由监察机关受理的申诉；
5. 法律、行政法规规定由监察机关履行的其他职责。

## 机构编制
2010年至今，中共上海市纪律检查委员会与上海市监察局合署办公的机关有19个内设机构，216名行政编制。2014年，增设第七、第八纪检监察室和纪检监察干部监督室，并整合、重组了其他部分内设机构，内设机构数和人员编制数不变。
市纪委、监察局机关内设机构
1. 办公厅（加挂“上海市预防腐败局办公室”牌子）
  - 督查处
2. 组织部
3. 宣传部
4. 研究室
5. 法规室
6. 党风政风监督室（加挂“上海市人民政府纠正行业不正之风办公室”牌子)
7. 中共上海市纪委信访室（市监察局举报中心）
8. 案件监督管理室
9. 纪检监察一室：联系上海市市级机关、工青妇、四套班子、宣传系统。
10. 纪检监察二室：联系上海市建设交通、合作交流、农办系统，以及市发展改革委、市商务委、市民族宗教委、市民政局、市财政局、市人力资源社会保障局、市环保局、市规划国土资源局、市审计局、市政府外办、市地税局、市工商局、市质量技监局、市统计局、市体育局、市旅游局、市安全监管局、市机管局、市民防办、市政府侨办、市口岸办。
11. 纪检监察三室：联系上海市政法、社会系统。
12. 纪检监察四室：联系上海市教卫、科技系统。
13. 纪检监察五室：联系上海市金融、经济信息化系统。
14. 纪检监察六室：联系上海市国资系统，以及中国商用飞机有限责任公司、宝钢集团有限公司、中国海运集团总公司、中国东方航空集团公司等四家总部位于上海的中央企业。
15. 纪检监察七室：联系浦东新区、徐汇区、长宁区、静安区、金山区、松江区、奉贤区、崇明县。
16. 纪检监察八室：联系普陀区、闸北区、虹口区、杨浦区、黄浦区、闵行区、宝山区、嘉定区、青浦区。
17. 纪检监察干部监督室
18. 反腐倡廉基地管理办公室
19. 机关党委（全称“中国共产党上海市纪律检查委员会上海市监察局机关委员会”）